# Tout le monde en parle (Québec)
Cet article concerne la version québécoise du talk-show. Pour la version française, voir Tout le monde en parle (France).
 (août 2011).
Si vous disposez d'ouvrages ou d'articles de référence ou si vous connaissez des sites web de qualité traitant du thème abordé ici, merci de compléter l'article en donnant les références utiles à sa vérifiabilité et en les liant à la section « Notes et références ».
Tout le monde en parle est une émission de télévision québécoise de type talk-show animée et coproduite par Guy A. Lepage, diffusée en simultané à la télévision sur ICI Radio-Canada Télé et à la radio sur ICI Radio-Canada Première le dimanche soir depuis le 12 septembre 2004. Elle est l'adaptation québécoise de l'émission de divertissement française du même nom, conçue et animée par Thierry Ardisson qui fut diffusée de septembre 1998 à juillet 2006 sur France 2. Elle attire le plus grand nombre de cotes d'écoute pour un talk-show au Québec.

## Principe

Logo de l'émission jusqu'en 2012.

L'émission est enregistrée devant public. Chaque semaine, elle rassemble sur un même plateau des personnalités provenant de tous les milieux : politique, sport, spectacle, littérature, journalisme, religion, affaires, etc. Ces personnalités ont souvent fait partie de l'actualité de la semaine et peuvent être des invités canadiens ou internationaux. Elles sont invitées à discuter, à s'exprimer librement et à émettre leurs opinions sur les sujets de l'actualité ou sur un sujet qui les concerne particulièrement.
D'abord montée, elle est en direct depuis 2020 à la suite de la pandémie de Covid-19, qui a poussé l'équipe à changer pour ce format. Le direct n'avait été produit qu'une seule fois auparavant, à la suite des attentats du 13 novembre 2015 en France, qui sont arrivés deux jours avant la diffusion de l'émission.
L'ambiance des premières saisons s'inspire de la version originale, parfois sous forme d'entrevues ou de jeux, d'autres fois simplement sous forme de discussion. L'animateur dirige les débats et les conversations. Le fou du roi, en contrepoint, se doit de réagir promptement et spontanément, de manière humoristique, au débat en cours. Au fil du temps, l'identité de la version québécoise se détache de la version originale, avec moins de questions loufoques et sans les jeux.
1. ↑  Sauf pendant une brève période en raison de la pandémie de Covid-19.

## Équipe
- Animateur : Guy A. Lepage
- Fou du roi : jusqu'au 14 février 2021 : Dany Turcotte
- Coanimateurs après mars 2021, en alternance : 
  - Anaïs Favron (depuis le 28 mars 2021[2])
  - Alexandre Barrette (depuis le 11 avril 2021[3])
  - MC Gilles (depuis le 17 avril 2022[4])
  - Louis Morissette (le 16 mai 2021[5])
  - Virginie Fortin (le 23 janvier 2022[6])
  - Pierre-Yves Roy-Desmarais (le 27 février 2022[7])
- Script-éditeur : André Ducharme
- Scripteurs : Guy A. Lepage et André Ducharme
- Rédactrice en chef : Carole-Andrée Laniel
- Recherchistes : Sébastien Cantin, Manuelle Légaré, Julie Lamontagne, Anais Mohler et Nancy Vanasse
- Réalisatrice postproduction : Sophie T. Bissonnette
- Réalisatrice : Manon Brisebois
- Producteur délégué / directeur de production : Guillaume Lespérance
- Communications : Guylaine Boisjoli et Monic Lamoureux
- Producteurs : Guy A. Lepage, Guillaume Lespérance et Jacques K. Primeau
- Sociétés de production : Avanti Ciné Vidéo, Le gars de la TV, Les Productions Jacques K. Primeau et Radio-Canada

### Animation
L'émission est animée par Guy A. Lepage, ex-membre du groupe humoristique Rock et Belles Oreilles (RBO), et « le gars » dans la comédie de situation Un gars, une fille dont il est le créateur et un des principaux auteurs. Le co-animateur, surnommé le "fou du roi", était Dany Turcotte, ancien membre du groupe humoristique le Groupe sanguin, jusqu'au 14 février 2021. À la suite de son départ, plusieurs personnes continuent de se succéder à la co-animation, notamment Anaïs Favron, Alexandre Barrette et MC Gilles.
Pour l'émission du 3 décembre 2006, Guy A. Lepage a été momentanément remplacé par Véronique Cloutier afin qu'il puisse participer à l'entrevue avec les autres membres de Rock et Belles Oreilles à l'occasion de leur Bye Bye 2006. Dany Turcotte a lui aussi temporairement pris la barre de l'animation lors de l'émission spéciale de fin d'année du 31 décembre 2009 ainsi qu'à l'occasion de la sortie du film L'Appât en 2010.

## Phrases et rituels
Tout comme sa version française, la version québécoise de Tout le monde en parle possède ses quelques phrases et quelques rituels, dont les fameuses questions. En voici quelques-unes :
- « Manon, pèse sur le piton. » : Présentation d'un extrait vidéo, musical ou autre. Fait référence au nom de la réalisatrice, Manon Brisebois. N'est plus employée
- « Manon... » : Évolution de la phrase précédente, employée jusqu'à ce jour
- Le vin : Un vin conseillé par un représentant en vin est offert aux invités et aux membres du public au milieu de l'émission
- La question qui tue : Question précédée par une musique et un éclairage dramatique, normalement une question humoristique faussement intense. Lorsque l'invité répond à la question, un dernier son dramatique joue et l'éclairage redevient normal.
- La question Jean Perron : Un « perronisme », suivi d'un fou rire
- La question à 100 piastres : Question sérieuse
- La question du banquier : Question ayant souvent rapport avec les Productions J, Le Banquier étant l'émission la plus regardée des productions de Julie Snyder
- Le tour de table : Durant les élections, les chefs des différents partis sont invités à l'émission à tour de rôle, jusqu'à complétion du tour de table

Lorsque Dany Turcotte était fou du roi, il offrait habituellement une carte contenant une blague à l'invité à la fin de leur entrevue, qui le lit ensuite à voix haute.

## Moments forts et controverses
Tout le monde en parle vise à provoquer la discussion, les débats, et parfois même la polémique. Certains invités ou certaines émissions se sont démarqués par l'intérêt et la controverse qu'ils ont suscités.
- Une controverse éclate avant l'enregistrement de la première émission. Patrice Demers, propriétaire de la station de radio CHOI-FM, qui fait les manchettes des journaux pour des propos litigieux tenus en ondes par ses animateurs et le récent refus par le CRTC de renouveler sa licence de diffusion, refuse quelques minutes avant le début de l'enregistrement de se présenter sur le plateau. Ce rebondissement avait été précédé d'un échange de politesses entre l'animateur de CHOI, Jeff Fillion, qui avait refusé l'invitation à l'émission et qui fut qualifié de "chieux" par l'animateur Guy A. Lepage.

- Lors de la deuxième émission, diffusée le 20 septembre 2004, Claude Vorilhon dit Raël, gourou de la secte des raëliens, est humilié sur le plateau par le caricaturiste du quotidien La Presse, Serge Chapleau. Ce dernier le traite de « joke » et lui agrippe les cheveux. Raël se plaindra dans les jours qui suivent d'avoir été victime d'une agression physique et porte plainte contre Chapleau. Le mouvement raëlien demande aussi des excuses publiques à une autre invitée, Pauline Marois, députée et ministre péquiste qui refusera en ajoutant que Raël est « fou à lier »[10].

- Le 21 novembre 2004, plusieurs invités commentent l'arrestation de l'ex-imprésario pédophile Guy Cloutier, depuis condamné à la prison pour agressions sexuelles répétées sur des enfants.

- Le 23 janvier 2005, passage remarqué et passablement émouvant de René Simard à l'émission. Il est le frère de Nathalie Simard, seule victime connue de Guy Cloutier. René Simard se montre peu loquace et affirme qu'il s'agira de sa seule déclaration publique concernant l'affaire.

- Le 18 septembre 2005, l'animateur Gilles Proulx se présente à la SRC malgré l'opposition de la chaîne rivale TQS. Pressé par Guy A. Lepage, Proulx offre des excuses à une adolescente victime de viol qu'il avait traitée, en ondes à la chaîne concurrente, de « petite salope, petite cochonne, maudite niaiseuse qui s'en va avec un autre niaiseux ».

- Le 25 septembre 2005, l'animateur de télévision, de radio et psychiatre Pierre Mailloux cite des études scientifiques selon lesquelles le quotient intellectuel moyen des Noirs serait moins élevé que celui des Blancs. Ces mêmes études disant aussi le contraire pour, entre autres, les Asiatiques par rapport aux Blancs. Une partie de l'opinion publique se ligue non seulement contre le Doc Mailloux, mais aussi contre Radio-Canada, que certains blâment pour la diffusion des propos de l'invité. Philippe Fehmiu, qui était, à l'époque, l'animateur de Loft Story, une émission à laquelle collabore aussi Mailloux, lance un ultimatum à TQS, qui les emploie tous deux. À la suite du passage de son « collègue » à Tout le monde en parle, Fehmiu, qui est Noir, somme ses patrons de congédier le psychiatre. TQS montrera finalement la porte à Mailloux, mais également à Fehmiu, en raison de son ultimatum qu'il a adressé à la direction du réseau[11]. Les propos tenus par le psychiatre lors de l'émission lui valent également une sanction du Conseil de discipline du Collège des médecins, qui le radie pour cinq ans[12].

- Le comédien et cinéaste Robin Aubert baisse son pantalon et montre ses fesses lors de l'émission du 9 octobre 2005.

- Le 6 novembre 2005, le « fou du roi », Dany Turcotte, sort du placard et admet son homosexualité, une semaine après avoir flirté à la blague avec André Boisclair, alors candidat à la chefferie du Parti québécois, et lui-même homosexuel.

- Lors de l'émission du 17 septembre 2006, l'équipe québécoise reçoit Thierry Ardisson, animateur de la version française de l'émission qui a été annulée au cours des mois précédents son passage. Ardisson se montre, de l'avis général, un invité hors pair. Par contre, son ancien acolyte et fou du roi, Laurent Baffie, quitte les studios avant le début de l'enregistrement, sous prétexte qu'il est lassé d'attendre. Il sera qualifié de « crétin » et de « minable » par Guy A. Lepage. Radio-Canada dut menacer d'appeler la police afin qu'il rende le micro-cravate qu'il n'avait pas retiré avant de quitter brusquement les lieux[13].

- Le 19 novembre 2006, Dany Turcotte prend par surprise Claire Pimparé (Passe-Carreau) en l'embrassant d'un baiser vif, ce après quoi Claire Pimparé se met à embrasser à pleine bouche Dany Turcotte[14].

- Lors de l'émission du 3 décembre 2006, l'émission reçoit l'animatrice et productrice d'émissions pour adultes Anne-Marie Losique et les membres de l'ancien groupe humoristique Rock et Belles Oreilles. Lorsque Anne-Marie Losique se met à flirter avec Yves P. Pelletier (membre de RBO), on lui demande de l'embrasser, ce après quoi elle embrasse André Ducharme, puis l'animateur de l'émission[15].
- En septembre 2007, l'émission reçoit l'écrivaine Nelly Arcan dans le cadre de la sortie de son troisième roman À ciel ouvert (2007), qui aborde les thèmes de la sexualité, de la marchandisation du corps et du désir de plaire. Arcan décrira plus tard son passage à l'émission comme une humiliation, et en fera le sujet de sa nouvelle posthume La Honte (2011) publiée après son suicide en 2009. Guy A. Lepage affirmera au moment de la sortie de la nouvelle qu'il ne savait pas qu'elle avait des problèmes psychologiques lorsqu'il a réalisé l'entrevue, et qu'avoir su il ne l'aurait pas invitée[16].

- Le 2 mars 2008, le lieutenant Simon Mailloux fait une entrevue remarquée où il parle de son expérience en Afghanistan et des évènements qui ont mené à l'amputation de sa jambe. À la suite de ce témoignage, un débat animé éclate entre les invitées et le chanteur français Michel Fugain sur les raisons et la logique de la mission canadienne. Le jeune lieutenant termine l'entrevue en faisant un appel au public afin qu'il n'oublie pas les vétérans blessés par les guerres[17].

- À la suite de l'émission du 11 avril 2010, le journaliste Ian Halperin dépose une plainte contre l'émission et affirme qu'il a été ridiculisé et traité injustement lors de son passage à l'émission. Par contre, le CRTC donne raison à Radio-Canada[18].

- Lors de l'émission du 17 avril 2011, Jean-François Mercier devient le premier artiste à s'être fait enlever sa carte « chouchou » par Dany Turcotte, car il est maintenant en politique.

- Le comédien Patrick Huard et le cinéaste Philippe Falardeau sont la cible des réseaux sociaux après avoir vivement critiqué l'ex-policière Stéfanie Trudeau, alias « Matricule 728 », sur le plateau de l'émission du 27 septembre 2015[19]. Cette dernière avait été retirée de ses fonctions à la suite d'interventions controversées lors du Printemps érable en 2012, notamment pour son arrestation musclée d'un groupe d'artistes[20].
- Le 14 février 2021, lors du passage de Mamadi Farrah Camara, emprisonné pendant 6 jours lorsqu'il a été faussement accusé d'avoir agressé un policier après avoir texté au volant[21], le fou du roi Dany Turcotte lance une blague maladroite en lui demandant s'il allait « encore utiliser un cellulaire au volant »[22]. À la suite de critiques et de harcèlement sur les réseaux sociaux à son égard, Dany Turcotte annonce sa démission sur Facebook. Il explique qu'après « plusieurs tempêtes de médias sociaux vécues au cours des années », sa confiance « s’est peu à peu érodée et [il en est] venu à être paralysé par la peur de [se] tromper ». Selon lui, « [son] rôle de Fou du roi ne [lui] semble tout simplement plus pertinent » après la transformation de l'émission pour un format en direct et sans public, à la suite de la pandémie de Covid-19[23],[22]. Dany Turcotte continue d'apparaître occasionnellement sur le plateau en tant qu'invité ainsi que coanimateur invité.
- Le 9 mars 2025, une émission spéciale est diffusée sur les ondes de Radio-Canada et fait un retour en arrière de 20 ans. Les animateurs accueillent des invités comme Catherine Trudeau, Patrice Robitaille et Pierre-François Legendre[24].